# ドレイトン (DD-23)
|          |                                    |
| 艦歴     |                                    |
| 発注     |                                    |
| 起工     | 1909年8月19日                      |
| 進水     | 1910年8月22日                      |
| 就役     | 1910年10月29日                     |
| 退役     | 1919年11月17日                     |
| その後   | 1935年6月28日に売却                |
| 除籍     |                                    |
| 性能諸元 |                                    |
| 排水量   | 742 トン                           |
| 全長     | 293 ft 11 in (89.6 m)              |
| 全幅     | 27 ft (8.2 m)                      |
| 吃水     | 8 ft 4 in (2.5 m)                  |
| 機関     | 重油専焼缶4基                      |
| 最大速   | 30ノット (56 km/h)                 |
| 乗員     | 士官、兵員89名                     |
| 兵装     | 3インチ砲5門 18インチ魚雷発射管6門 |

ドレイトン (USS Drayton, DD-23) は、アメリカ海軍の駆逐艦。ポールディング級駆逐艦の1隻。艦名はパーシバル・ドレイトンに因む。

## 艦歴
ドレイトンは1909年8月19日にメイン州バスのバス鉄工所で起工した。1910年8月22日にE・G・ドレイトン（ドレイトン大佐の姪）によって命名、進水し、1910年10月29日に艦長H・C・ディンガー少佐の指揮下就役した。
ドレイトンは1910年12月21日にフロリダ州キーウェストに到着し、キューバ海域の巡航および東海岸での訓練に従事する。1914年4月9日にキーウェストを出航、メキシコ沖での海上封鎖および紛争地域からの難民救助に従事し、6月1日にニューヨークに帰還、8月1日にロードアイランド州ニューポートに移動した。
ドレイトンはニューポート沖およびカリブ海で中立パトロールに従事し、水雷および砲術訓練に従事した。1917年4月5日から11日までフロリダ州ジャクソンビルを訪問し、ドレイトンはドイツの汽船フリーダ・レオンハルト (Frieda Leonhardt) を拿捕、アメリカ合衆国が第一次世界大戦に参戦するという大統領声明に従って乗組員を抑留した。ドレイトンは4月12日にバージニア州ノーフォークに到着し、翌日東海岸偵察部隊に加わり任務に従事、1917年5月4日に海外任務に備えた改修のためボストン海軍工廠に入渠した。
ドレイトンは1917年5月21日にマサチューセッツ州ボストンを出航し、ニューファンドランドのセントジョンズを経由して6月1日にアイルランドのクイーンズタウンに到着した。ドレイトンはアイルランド沿岸を哨戒し、入港および出港する船の護衛を行った。6月20日にベンゴア・ヘッド (SS Bengore Head) が沈められ、ドレイトンは敵潜水艦を捜索、その後42名の生存者を救助し、アイルランドのバントリーに送り届けた。6月26日から7月4日までの間にドレイトンはサン＝ナゼールに向かう船団を護衛し、2隻のフランス巡洋艦と共に敵潜水艦を捜索した。12月15日、ベンハム (USS Benham, DD-49) と共に触雷したフォイルモア (SS Foylemore) の生存者39名を救助した。
ドレイトンは1918年2月15日にクイーンズタウンを出航、ブレストに向かい艦隊と共にヨーロッパ海域で活動する。8月8日、他駆逐艦とともにドイツ潜水艦に撃沈されたフランス装甲巡洋艦「デュプティ・トゥアール」の生存者を救助。対潜哨戒および護衛任務を継続し、12月16日に帰国の途に就く。1919年1月2日にボストンに到着、オーバーホールが行われた。その後ドレイトンは東海岸沿いに巡航、様々な訓練および演習を行い、7月18日にフィラデルフィア海軍造船所に到着、他の7隻の駆逐艦と共に退役の準備に入った。
ドレイトンは1919年11月17日に退役し、1933年7月1日に除籍された。その後1935年6月28日に売却された。